# Petrikirche (Lübeck)

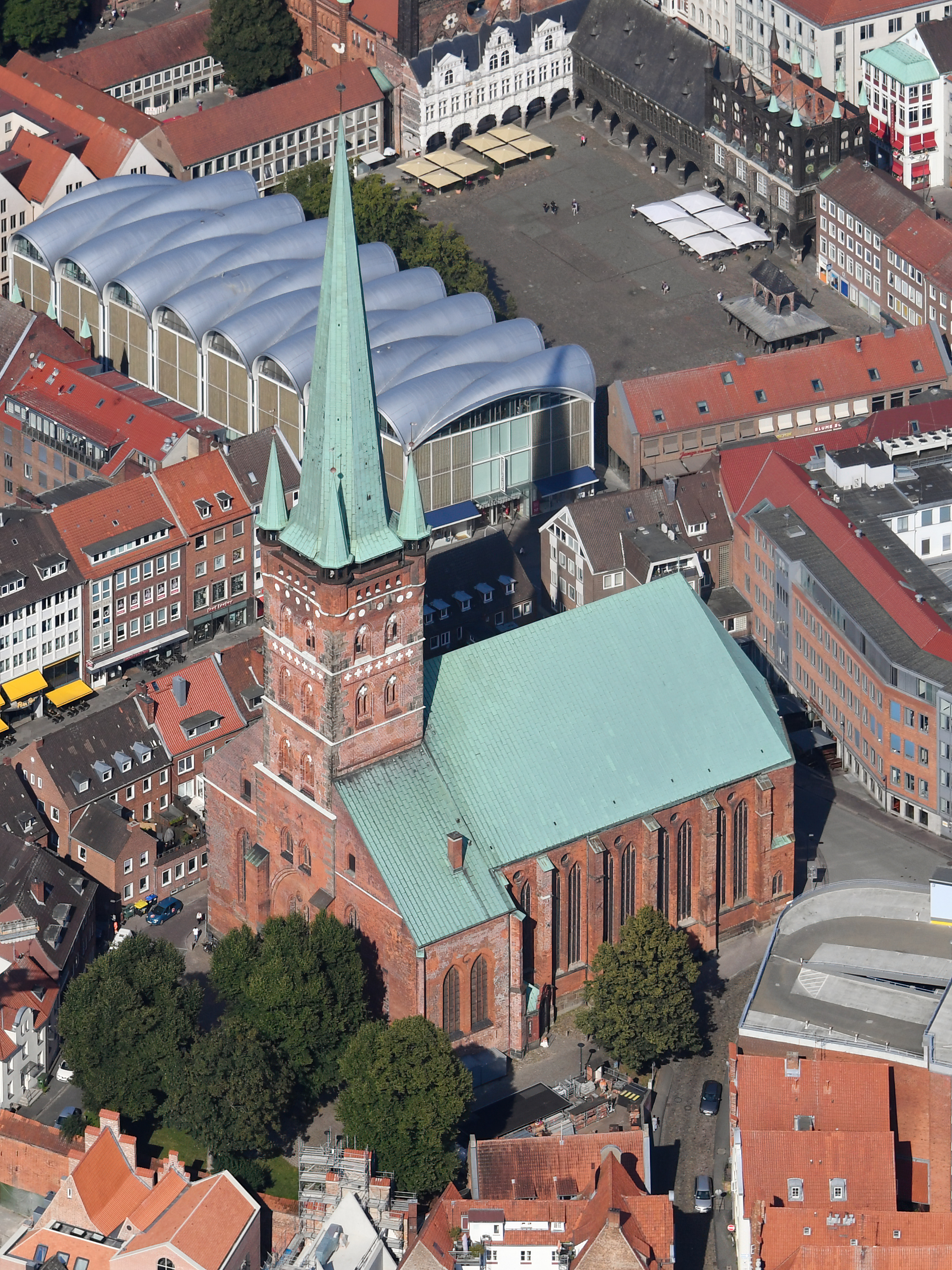
Die Petrikirche aus der Luft gesehen

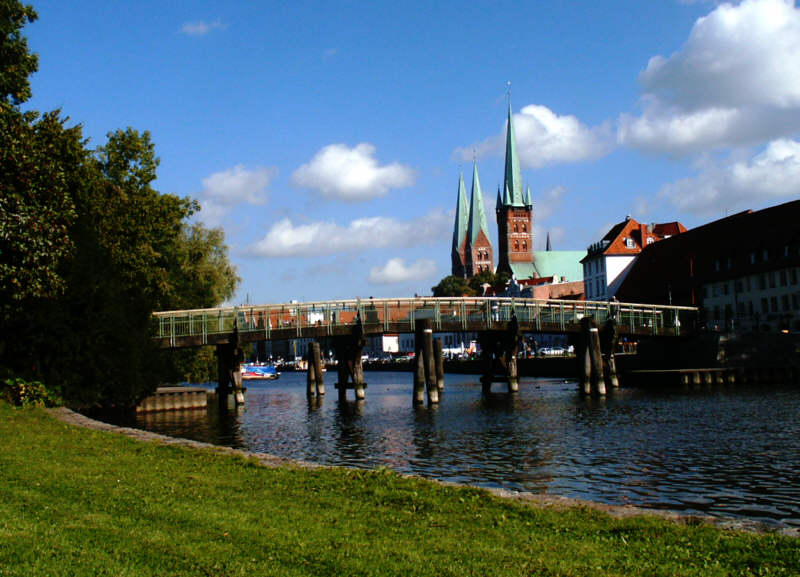
Der Lübecker Malerwinkel mit St. Petri im Vordergrund, dahinter St. Marien

Die bereits 1307 erwähnte Schmiedestraße mit dem Wohnsitz der Schmiede, deren Amtssitz und der Petrikirche, um 1909.

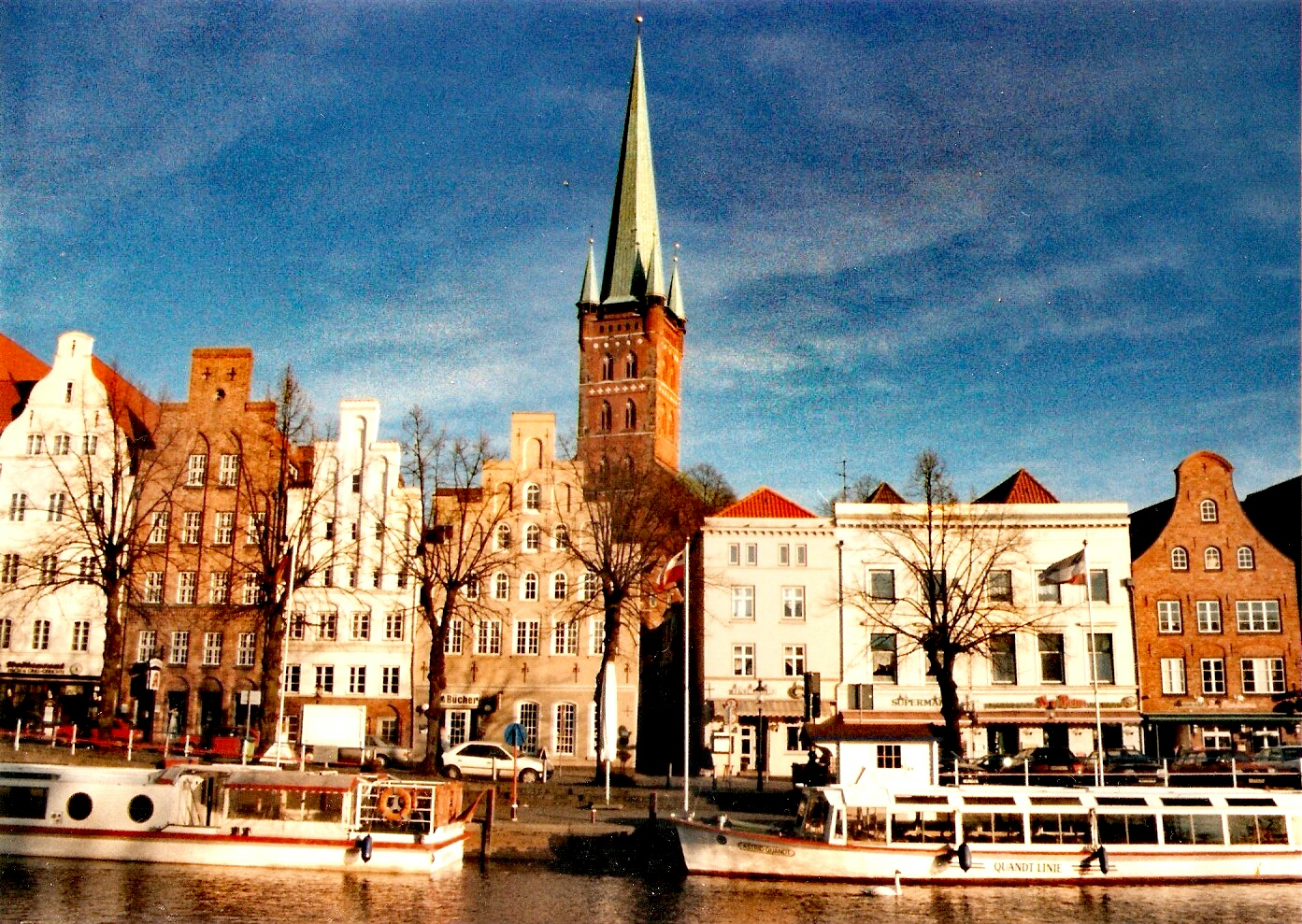
Der Turm der Petrikirche von der Obertrave aus gesehen (Foto: Dezember 1998)

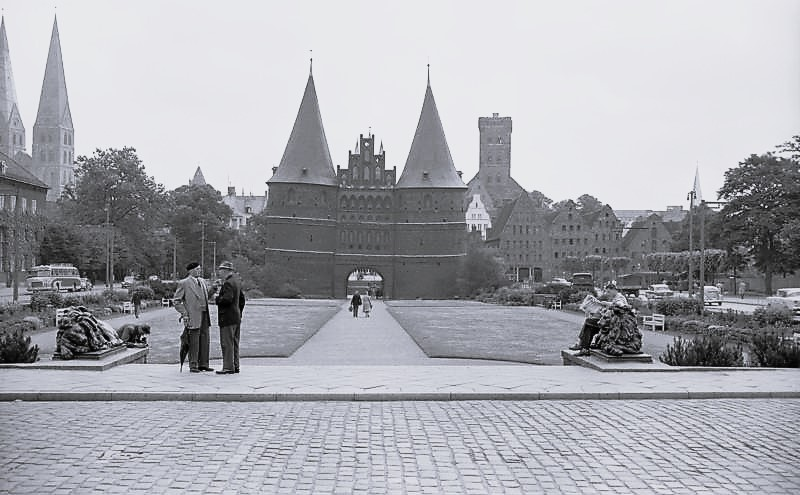
St. Petri im Jahr 1958 noch ohne Turmhelm

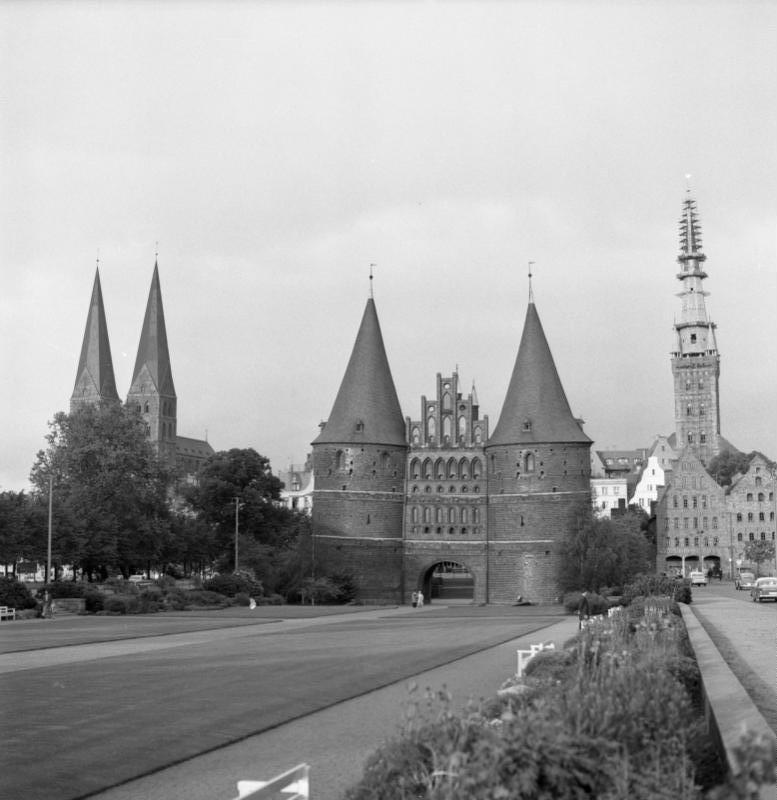
Wiederaufbau des Turms 1961 im Trautsch-Pieper-Verfahren

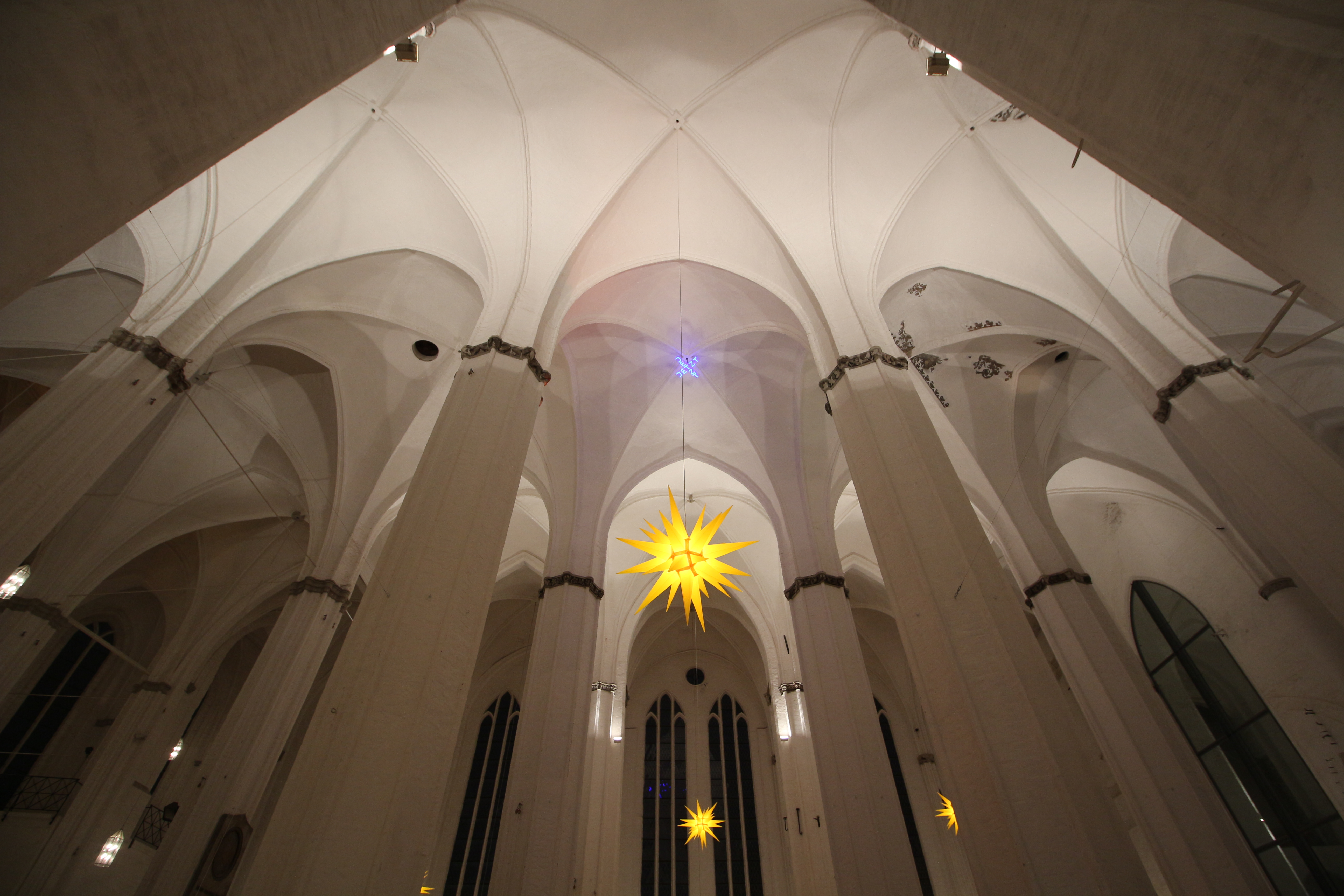
Blick vom nördlichsten Seitenschiff nach Süden während des Weihnachtsmarkts 2014

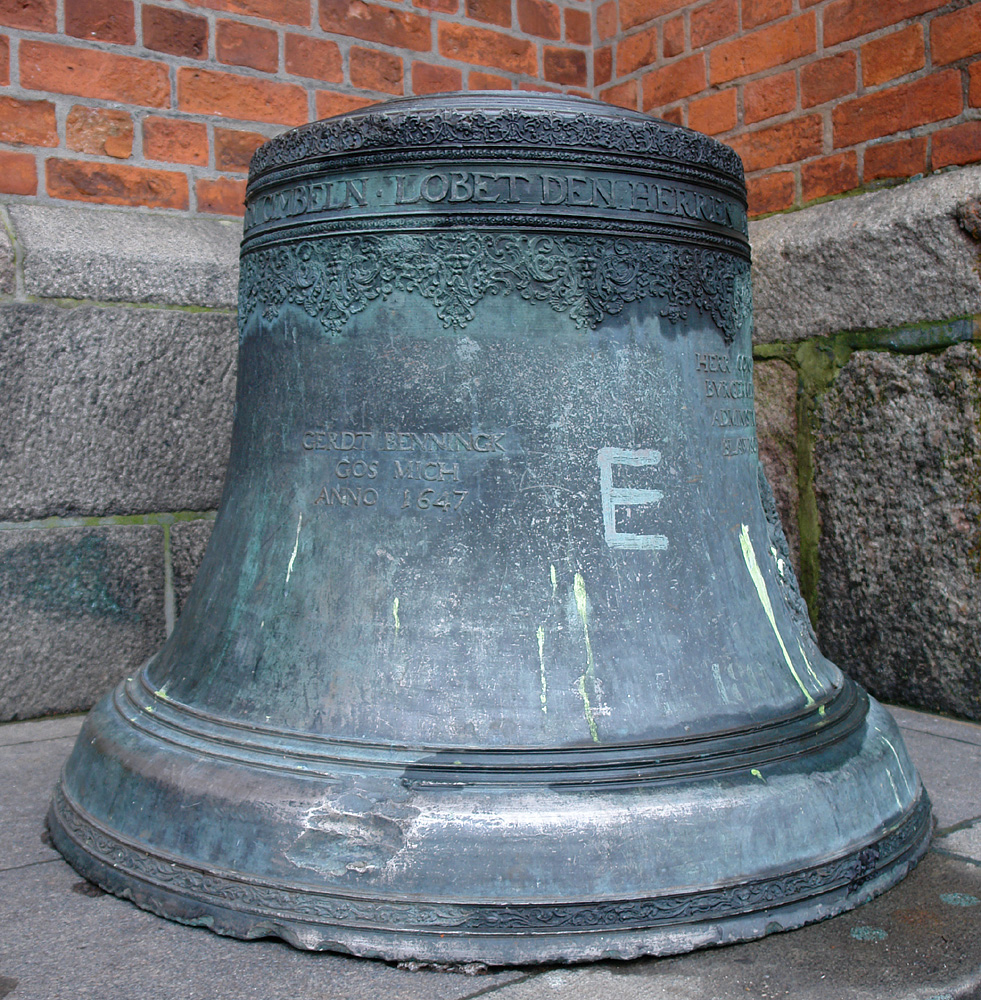
Danziger Glocke gegossen 1647 von Gerdt Benningk. Sie stand früher einmal vor der Petrikirche.

St. Petri zu Lübeck ist die Kultur- und Hochschulkirche der Hansestadt Lübeck. Sie wurde erstmals im Jahr 1170 erwähnt. Ihre heutige architektonische Gestalt als fünfschiffige gotische Hallenkirche hat St. Petri seit dem 15. Jahrhundert. Seit der Reformation in Lübeck im Jahr 1530 ist St. Petri eine evangelische Kirche und seit 1987 ist sie Kirche für die ganze Stadt ohne eigene Gemeinde.
Wie auch St. Marien und der Lübecker Dom erlitt St. Petri im März 1942 (Palmarum) sehr starke Schäden durch einen britischen Bombenangriff und brannte vollkommen aus. Die Restaurierung wurde erst in den Achtzigerjahren abgeschlossen. Da die Ausstattung zerstört und die Petri-Gemeinde inzwischen auf die Nachbarkirchen aufgeteilt worden war, wurde St. Petri 1987 als Kirche für die ganze Stadt wiedereröffnet. Als Stadtkirche ohne Gemeinde ist sie heute ein Ort für Kunst und Kultur, für Wissenschaft und Diskussion, für theologische Veranstaltungen, experimentelle Gottesdienste und Rituale. Sie ist und bleibt jedoch auch ohne Gemeinde eine evangelische Kirche und gehört zum evangelischen Kirchenkreis Lübeck-Lauenburg. Als Hochschulkirche ist sie zudem der Ort für akademische Feierstunden, wie Begrüßungs- und Graduierungsfeiern der Universität zu Lübeck, der Technischen Hochschule Lübeck und der Musikhochschule Lübeck.
Der weiß getünchte, lichtdurchflutete Kirchraum ist heute bis auf wenige Prinzipalstücke (Altar, Taufbecken, Kreuz und Orgel) leer und bietet so unendliche viele Möglichkeiten der Gestaltung: für Kunst genauso wie für Großveranstaltungen, für Gottesdienste wie für Experimente aller Art.
Im Kirchraum finden sich zudem einige moderne Kunstwerke. Das Altarkreuz des österreichischen Künstlers Arnulf Rainer, das illuminierte Neonkreuz von Hanna Jäger im Gewölbe und die Neon-Installation "Yes, it is a church!" des Berliner Künstlers Christian Jankowski am Eingang zum Kirchraum laden Besuchende zum Nachdenken ein.
Neben den Ausstellungen und Veranstaltungen im Kirchraum ist St. Petri bei Touristen wie Lübeckerinnen für ihren [Aussichtsturm] bekannt, von dem aus man die ganze Lübecker Altstadt überblickt. Auch das hauseigene Petri-Café lädt zum Verweilen ein.

## Geschichte bis 1945
Bereits 1170 fand die Kirche erste Erwähnung zusammen mit der Marienkirche. Wahrscheinlich handelte es sich damals noch um eine Holzkirche.
Zwischen 1227 und 1250 erfolgte der Bau einer spätromanischen, dreischiffigen Kirchenhalle mit vier Jochen und drei Apsiden. Sie war 29,80 m + 3 m lang und 21 m breit.
Um 1290 entstand ein dreischiffiger, gotischer Hallenchor. St. Petri war die Kaiserkirche Lübecks. Der Kaiser nutze St. Petri als geheime Beratungsstätte. Gleichzeitig war die Petrikirche neben der Marienkirche die zweite Lübecker Marktkirche. Im vierzehnten Jahrhundert erlebte Lübeck ein großes Bevölkerungswachstum und wirtschaftlichen Aufschwung. Es kam zu zahlreichen Vikarienstiftungen reicher Familien, mit Kapellen und Seitenaltären. Dafür wurde zusätzlicher Platz benötigt. Im 15. Jahrhundert erfolgte daher der Ausbau zur heutigen Erscheinung: Eine gotische, fünfschiffige Hallenkirche aus Backsteinen mit fünf Jochen. Damit ist St. Petri eine der wenigen existierenden fünfschiffigen Kirchen. Im Osten befinden sich drei Apsiden, im Westen ein Einturm auf einem breiten Unterbau.
Offenbar war zwischenzeitlich auch ein Doppelturm geplant: Im Kontext des raschen wirtschaftlichen Aufschwungs der Hansestadt Lübeck und des Reichtums der Kaufleute und Handwerker kam es im 14. Jahrhundert zu einer Art Wettstreit unter den Lübecker Kirchen. Jede Kirche wollte ihre Nachbarinnen an Größe, Ausschmückung und Mitgliedern übertreffen. St. Marien und der Dom hatten zu dieser Zeit bereits zwei Türme. St. Petri wollte nachziehen und begann mit den Vorbereitungen für einen eigenen Doppelturm. Heute ist die Anlage dafür noch in der außergewöhnlich breiten Front zu erkennen. Warum es schlussendlich nicht zum Bau zweier Türme kam, ist heute nicht eindeutig zu beantworten. Es mag das Geld gefehlt haben. Zudem wird es bischöflichen Druck gegeben haben, denn ein Doppelturm ist traditionell den Kirchen mit Bischofssitz vorbehalten. 1413 begannen die Arbeiten am heutigen gotischen Turm.
Die Reformation hielt in Lübeck 1529/30 Einzug, und die Petrikirche wurde evangelisch.
1880 fand in der Kirche ein großer Umbau statt. In allen fünf Schiffen wurde der Fußboden um ca. 2,5–3 Fuß tiefer gelegt und die Kirche im Ganzen dasselbe Maaß an Höhe gewann. Die freigelegten Pfeilerfüße wurden mit braungebrannten Ziegelsteinen verbrämt. Es habe angeblich schon vorher so ausgesehen und erst im 18. Jh. der Holzboden über die steinernen Grabplatten gelegt worden sein. Die bis dahin weiß getünchten Wände und die Decke wurden mit hellrosa Farbe überzogen und die Rippen der Gewölbe bläulich angemalt. Der Altarraum – der in jener Zeit einzige für den Gottesdienst benutzbare Teil der Kirche – blieb in seiner Höhe unverändert. Künftig mussten man einige Stufen zu demselben hinaufsteigen.
Bereits in den Dreißigerjahren des 20. Jahrhunderts baute man in den Turm von St. Petri einen Fahrstuhl ein. In der Nazizeit galt St. Petri unrühmlich als Liebling der "Deutsch-Christlichen-Kirche".
Während des Luftangriffs auf Lübeck am Palmsonntag 1942 brannte die Petrikirche völlig aus. Das Dach, der Turmhelm und die reiche Innenausstattung wurden zerstört. Dazu gehörte auch der Orgelprospekt, geschaffen durch den Bildschnitzer Tönnies Evers den Jüngeren, oder die bedeutende Messinggrabplatte des Ratsherrn Johann Klingenberg.
Erhalten blieb das barocke Taufbecken der Kirche gestiftet von dem Ratsherrn Johann Philipp Lefèvre.

## Wiederaufbau nach 1945
Die notdürftig abgedeckte Kirche diente der Lübecker Kirchbauhütte zunächst als Lapidarium, in dem geborgene skulpturale Fragmente aus allen kriegszerstörten Lübecker Kirchen zwischengelagert wurden.
1979 wurde ein bundesweiter Wettbewerb ausgelobt für eine moderne Innengestaltung des Kirchraums. Keiner der Entwürfe überzeugte. So entschied man, die Wände weiß zu tünchen und die Kirche pur zu lassen.
Dazu passt das neue Kruzifix im Chor, eine Arbeit mit den Ausmaßen eines kleinen Triumphkreuzes (214 × 123 cm) von Arnulf Rainer 1980/83 aus rohen Planken versehen mit einem Corpus aus dem Devotionalienhandel. Das Kruzifix ist mit dicken Farbschichten überzogen.
Für die Petrikirche sind 48 mittelalterliche Grabplatten überliefert, von denen der größte Teil nicht mehr vorhanden oder nicht mehr nachweisbar ist. Von dem Geläut blieb bis auf eine Glocke nichts übrig. Die Glocke, die den Flammen entkam, hängt heute als Leihgabe in der Kirche in Nusse und wurde 1507 von Gerhard van Wou und Johannes Schonenborch gegossen. Die beiden Meister schufen ihre letzten Werke in der Hansestadt, wovon nur noch der Salichmaker in der Jakobikirche, und die größte der drei Glocken in der Kirche in Nusse existieren.
St. Petri war die letzte der Lübecker Innenstadtkirchen, die nach dem Zweiten Weltkrieg wieder vollständig aufgebaut war.

## Neue Nutzung
Schon kurz vor dem Zweiten Weltkrieg hatte die Petri-Gemeinde nur noch ca. 2000 Gemeindeglieder gezählt. Grund war der Wandel Lübecks von einer Bürger- zur Geschäftsstadt gewesen. Die Bürger waren zunehmend in die Randgebiete der Stadt gezogen (Aufhebung der Torsperre 1864). Nach der Zerstörung des Weltkriegs war diese kleine Gemeinde dann auf die benachbarten Dom- und die Mariengemeinden aufgeteilt worden. Als St. Petri 1987 wieder äußerlich hergestellt war, hatte man in der Innenstadt somit eine Kirche "zu viel". Es gab Überlegungen, die Kirche zu entwidmen und aus ihr ein Kaufhaus, ein Parkhaus oder einen Konzertsaal zu machen. Schließlich wurde St. Petri dann ohne eigene Gemeinde als Kirche für die ganze Stadt wiedereröffnet. Unter der Leitung der Pastoren Günter Harig (1988–2005) und Bernd Schwarze (seit 1998) wurde für die Kirche ein Nutzungskonzept entwickelt, das stilbildend für die Stadtkirchenarbeit im deutschsprachigen Raum wurde. Der Einsicht in die zunehmende Säkularisierung in den Städten folgend, basiert das Konzept auf einer neuen Verhältnisbestimmung von Kirche und Kultur, Religion und Wissenschaft. Ein Kuratorium, das sich aus Persönlichkeiten des öffentlichen Lebens zusammensetzt, verantwortet das vielseitige Veranstaltungsprogramm. Neben Lesungen, Vorträgen, Podien, Messen und Konzerten finden regelmäßig theologische und liturgische Experimente statt. Seit dem Jahr 2000 wird einmal im Monat die nächtliche Themen-Performance „Petrivisionen“ durchgeführt. Die Reden-Reihe „solo verbo“ setzt sich kritisch mit religiösen Fragen auseinander. Am Gründonnerstag 2017 fand unter dem Titel „Supper’s Ready“ eine künstlerisch gestaltete Abendmahlsfeier statt.
Als Kirche ohne Gemeinde gehört die St.-Petri-Kirche kirchenrechtlich gesehen zu den „Diensten und Werken“ des Evangelisch-lutherischen Kirchenkreises Lübeck-Lauenburg. Als Kunst-Kuratoren fungierten bisher Roswitha Siewert, Thomas Baltrock, Björn Engholm, Bernd Schwarze und Valentin Rothmaler. Im Januar 2016 hat das St. Petri Kuratorium einem Kooperationsvertrag mit dem Lübecker Kunstverein Overbeck-Gesellschaft geschlossen. Die Direktorin der Overbeck-Gesellschaft ist damit zugleich die für Kunst zuständige Kuratorin in St. Petri.
Seit 2004 ist die Petrikirche offiziell Universitätskirche der Universität zu Lübeck. Seit 2006 kooperieren auch die Technische Hochschule Lübeck und die Musikhochschule Lübeck mit der Universitäts- und Hochschulkirche.

## Turm
Die in 50 m Höhe gelegene Aussichtsplattform des 108 m hohen Turmes kann per Aufzug erreicht werden. Von dort bietet sich ein Rundblick über die gesamte Altstadt Lübecks und das Umland bis hin zur Lübecker Bucht.

## Kunstausstellungen in der Kulturkirche (Auszug)
- 1988: Arnulf Rainer, Christian Chuber, Günther Uecker und Hermann Nitsch
- 1996: Kiki Smith
- 2005: Annette Goessel
- 2008: Lynn Umlauf und Michael Goldberg
- 2009: Kreuz und Figur von Felix und Irmel Droese
- 2010: Tintenbilder von Hanna Frenzel und südindische Schattenspielfiguren aus dem Theaterfigurenmuseum Lübeck
- 2010: konkret von Horst Bartnig
- 2012: Trashstones von Wilhelm Mundt und Michael Jäger
- 2014: 24 Gelbe Säulen von Franz Erhard Walter
- 2015: Think Tank von Mischa Kuball
- 2016: Brocoli Is Holy von Andrew Gilbert
- 2017: White Rabbit (Martin Luther) von Thomas Zipp
- 2024: Like a Prayer (Gruppenausstellung in Kooperation mit der Kunsthalle St. Annen)

## Orgel
1992 erhielt die Petrikirche eine neue Orgel, finanziert durch Stiftungszuwendungen. Das Instrument befindet sich im nördlichen Seitenschiff. Es wurde von der Orgelbaufirma Hinrich Otto Paschen (Kiel) erbaut und hat 19 Register (Schleifladen) auf zwei Manualen und Pedal. Die Spieltrakturen und die Registertrakturen sind mechanisch. Der Spieltisch ist in das Positivwerk eingefügt. Der Organist sitzt vor dem Hauptwerk und blickt über das Positiv zur Gemeinde.
| I Hauptwerk C–g3 |               |     |
| 1.               | Bordun        | 16′ |
| 2.               | Prinzipal     | 8′  |
| 3.               | Rohrgedackt   | 8′  |
| 4.               | Salicional    | 8′  |
| 5.               | Oktave        | 4′  |
| 6.               | Gedackt       | 4′  |
| 7.               | Schwegel      | 2′  |
| 8.               | Mixtur III–IV |     |
| 9.               | Trompete      | 8′  |

| II Positiv C–g3 |             |       |
| 10.             | Holzgedackt | 8′    |
| 11.             | Rohrflöte   | 4′    |
| 12.             | Prinzipal   | 2′    |
| 13.             | Quinte      | 1 ⁄3′ |

| Pedal C–d1 |                 |     |
| 14.        | Bordun          | 16′ |
| 15.        | Prinzipal       | 8′  |
| 16.        | Rohrgedackt     | 8′  |
| 17.        | Oktave          | 4′  |
| 18.        | Rauschpfeife II |     |
| 19.        | Trompete        | 8′  |

- Koppeln: II/I (Manual-Schiebekoppel)

## Bedeutende Prediger und Pastoren
- Valentin Curtius
- Reimar Kock, Chronist der Reformationszeit
- Adam Helms, 1613–1653
- Georg Ritter, Prediger 1668, Hauptpastor 1687–1706
- Peter Hermann Becker, 1756–1767
- Adde Bernhard Burghardi, Prediger 1737, Hauptpastor 1756, ab 1767 auch Senior
- Johann Gerhard Köppen, Prediger 1767, Archidiaconus 1783, Hauptpastor 1787
- Ludwig Suhl, Diaconus 1783, Archidiaconus 1787
- Hermann Friedrich Behn
- Ludwig Trummer, Hauptpastor 1880–1906
- Theodor Zietz, Prediger 1876, Hauptpastor ab 1906
- Günter Harig, 1987–2000
- Bernd Schwarze, seit 1998

## Sonstiges

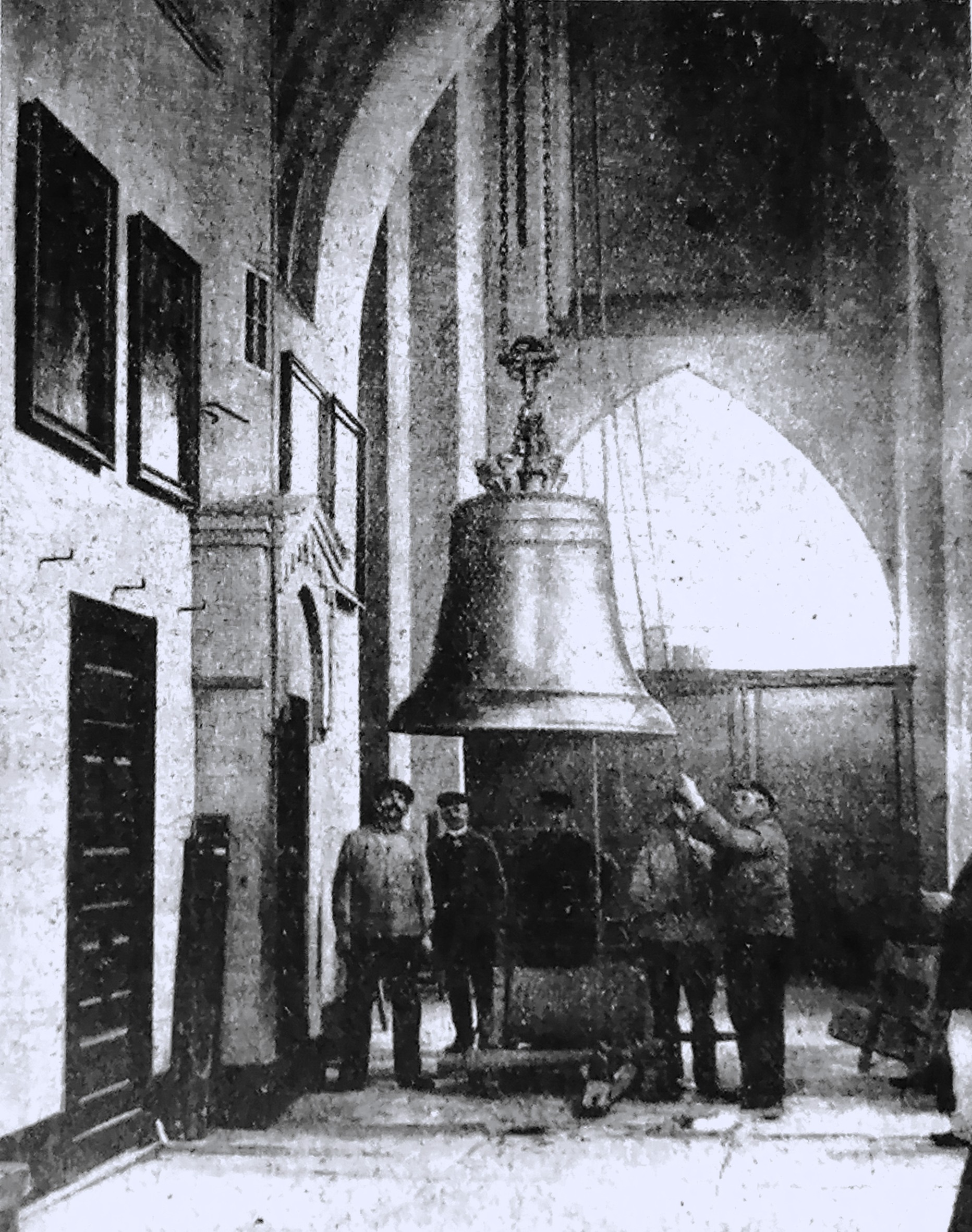
Beförderung der 1994 kg wiegenden Glocke auf den St. Petri-Kirchturm am 17./18. Mai 1906.

Die dritte Glocke der Kirche ist nach dem Umguss von 1507 noch dreimal 1583, 1587 und 1775 umgegossen worden, bevor sie, motiviert durch den Vorstand der Aegidienkirche, 1906 von M & O Ohlsson letztmals umgegossen wurde.
Die neue Glocke trug auf dem Hals in Gotischen Buchstaben die Inschrift:
Ehre . Sei . Gott . In . der . Höhe . Friede . Auf . Erden . Nich . Goß . M.&O. Ohlsson, Lübeck.
Eingefasst von einer reichen gotischen Verzierung.
Das lange Feld zeigte Petrus im Relief, die Hand zum Schwur erhoben.
Auf der anderen Seite stand:
Im Jahre 1906 waren Vorsteher Paul . Hoffmann . Hauptpastor . Trummer . Pastor . Zietz . Heinrich . Eisleben . Johannes . Kahns . August . Schultz .
Die sechs Ohren der Krone zierten, wie bei der alten Glocke, flacherhabene Engelsköpfe.
Die Glocke sollte am folgenden Pfingstsonntag erstmals läuten. Ein langes Leben sollte diese Glocke jedoch nicht haben. Als relativ junge Glocke ist sie 1917 wieder eingeschmolzen worden.

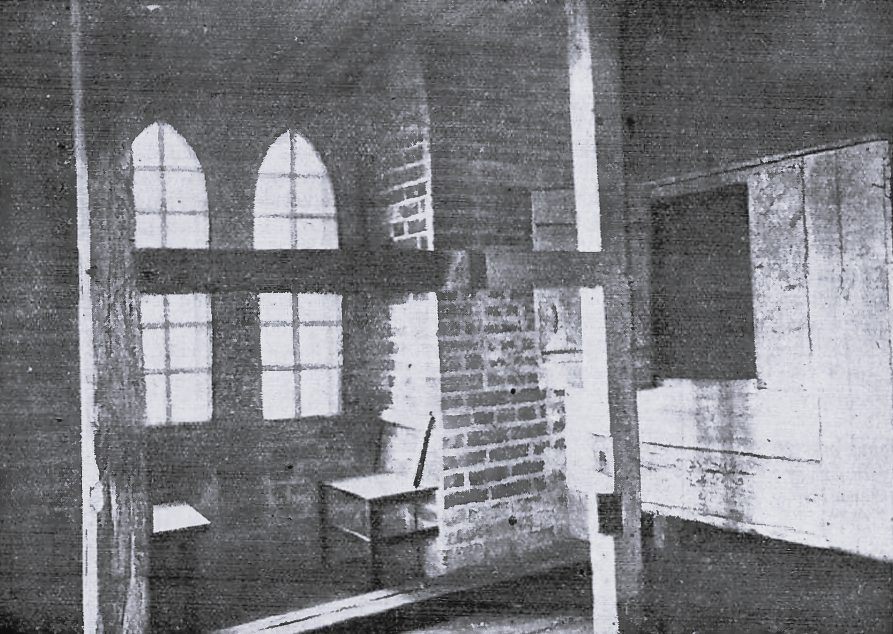
Türmerstube (1917)

Schon im Mittelalter waren in Lübeck an der Marien-, der Jakobi- und der Petrikirche Türmer, deren Unterkunftsräume in den Türmen der Kirchen noch vor dem Zweiten Weltkrieg vorhanden waren bzw. es noch heute sind, angestellt. Das Wächterstübchen war in größter Höhe im Inneren des Turmes eingebaut und nur am Petrikirchturm war dieser Einbau nach außen hin erkennbar. Von dem Türmer der Petrikirche heißt es 1505 und 1511, dass er auf dem Turm „des avendes vnnde des morgens blest.“
Die beiden vor dem Hauptportal stehenden Glocken gehörten ursprünglich Danziger Kirchen und waren im Zweiten Weltkrieg zur Rohstoffgewinnung auf den Hamburger Glockenfriedhof gekommen. Diese Glocken sind dem Einschmelzen entgangen. Nach 1945 wurden sie (wie auch die Glocken des Glockenspiels der Marienkirche und die Paramente der Danziger Marienkirche, die heute im St.-Annen-Museum zu sehen sind) nach Lübeck gebracht, weil hier viele Flüchtlinge aus Danzig eine neue Heimat gefunden hatten. Die zuletzt diskutierte Restitution scheitert derzeit nicht an der Haltung Lübecker Gremien, sondern an einer ausstehenden grundsätzlichen Einigung der Union Evangelischer Kirchen in Berlin, die als Rechtsnachfolgerin der Evangelischen Kirche der altpreußischen Union durch Beschluss des Kammergerichts Berlin vom 22. September 1970 für alle Vermögensangelegenheiten ehemaliger preußischer evangelischer Kirchengemeinden östlich der polnisch-deutschen Staatsgrenze für zuständig erklärt worden ist, soweit es sich um bewegliche Vermögensstücke handelt, die sich nach dem 8. Mai 1945 auf deutschem Staatsgebiet befanden, mit den zuständigen Stellen in Polen.
Die im Jahre 1600 errichtete Leichenhalle der Petrikirche auf dem Petrikirchhof wurde 1942 vernichtet. An ihrem ehemaligen Standort hat heute die Lübecker Bauhütte der Evangelisch-Lutherischen Kirche in Norddeutschland in einem Neubau ihren Sitz.